# Tramwaje Szczecińskie
Tramwaje Szczecińskie Sp. z o. o. (zkratka TS, česky doslova Štětínské tramvaje) je polská společnost s ručením omezeným, která provozuje tramvajovou dopravu ve Štětíně. Společnost vznikla k 1. lednu 2009, ale navazuje na činnost dřívějšího dopravního podniku MZK Szczecin. Vlastníkem firmy je město Štětín. Má sídlo ve Štětíně na ulici Sebastiana Klonowica 5. 
Dopravní podnik v roce 2020 provozoval 12 tramvajových linek s celkovou délkou 112,77 km. V květnu 2020 TS disponoval 201 tramvajemi, které ročně přepraví kolem 56 milionů cestujících.

## Vedení společnosti
Stav ke květnu 2020.

### Představenstvo
- Předseda představenstva: Krystian Wawrzyniak

### Dozorčí rada
- Předseda dozorčí rady: Daniel Wacinkiewicz
- Místopředseda dozorčí rady: Michał Kaczmarczyk
- Sekretář dozorčí rady: Stanisław Lipiński
- Členové dozorčí rady: Bartłomiej Władysław Pachis, Wiesława Sznura, Grzegorz Joda

## Provozované linky
Dopravní podnik provozoval k 1. květnu 2020 celkem 12 tramvajových linek.
|  | Trasa                           | Délka   |
|  | ------------------------------- | ------- |
|  | Głębokie – Potulicka            | 9,4 km  |
|  | Dworzec Niebuszewo – Turkusowa  | 11,5 km |
|  | Las Arkoński – Pomorzany        | 8,7 km  |
|  | Krzekowo – Pomorzany            | 7,7 km  |
|  | Krzekowo – Stocznia Szczecińska | 7,6 km  |
|  | Gocław – Pomorzany              | 10,9 km |
|  | Krzekowo – Turkusowa            | 14,1 km |
|  | Gumieńce – Turkusowa            | 13 km   |
|  | Głębokie – Potulicka            | 8,9 km  |
|  | Las Arkoński – Gumieńce         | 9,5 km  |
|  | Ludowa – Pomorzany              | 8,7 km  |
|  | Dworzec Niebuszewo – Pomorzany  | 6,9 km  |

## Vozovny
- Vozovna Pogodno
- Vozovna Golęcin